# Whina Cooper

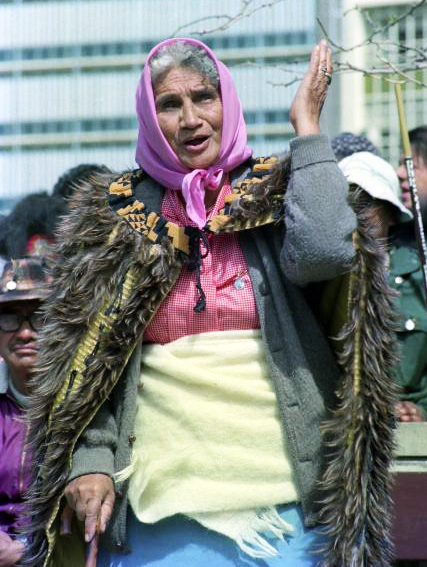
Whina Cooper (1975)

Dame Whina Cooper (ur. 9 grudnia 1895, zm. 26 marca 1994) – liderka nowozelandzkiej społeczności Maorysów.
Była córką wodza plemienia Rarawa, Heremii Te Wake. Pracowała jako nauczycielka, była także farmerką oraz właścicielką sklepu.
Przewodziła wielu ruchom na rzecz praw Maorysów. Założyła m.in. Ligę Dobrobytu Kobiet Maoryskich (1952) i była jej pierwszą przewodniczącą, kierowała rozwojem Centrum Społeczności Te Unga Waka w Auckland. W 1975 przewodziła wielkiemu marszowi Maorysów z krańców północnych kraju pod siedzibę Izby Reprezentantów.
Była odznaczona Orderem Imperium Brytyjskiego (1953 MBE, I stopnia; 1974 CBE, Komandoria orderu; 1981 DBE, tytuł Dame).